# Јожеф Варга
Јожеф Варга (мађ. Varga József; Дебрецен, 6. јун 1988) је професионални фудбалер који игра на позицији везног играча за мађарски прволигашки клуб клуб ФК Дебрецин. Рођен је у Дебрецину, Мађарска и играо је за  репрезентацију Мађарске.

## Клупска каријера

### Почетак
Варга је имао седам година када је почео да игра фудбал, под утицајем свог оца. Играјући првенствено као нападач, направио је пробој 2000. години. У сезони 2007/08. почео је у Б тиму Дебрецина пре него што је прешао да игра за њихов А тим.

### Дебрецин
Године 2000. изабран је за најбољег играча на међународном омладинском турниру, где је постигао шест голова и уписао десет асистенција. Касније је добро наступао као играч трећелигаша Летавертеша, затим као фудбалер друголигаша ДВСЦ-ДЕАЦ, а од 2008. је играч првог тима ДВСЦ-а. Испунио је свој велики сан када је дебитовао у Шопрон лиги. У свом дебитантском мечу изабран је за најбољег на терену.
Године 2009. ХЛСЗ га је изгласао за најбољег играча до 21 године у сезони 2008/09.
У сезони 2009/10, играо је у Лиги шампиона са ДВСЦ-ом, постигавши три гола у шест квалификациионих утакмица. Свој први гол против шведског Калмара,постигнут у другом колу. посветио је оцу који је преминуо 2007. године.
Дана 20. октобра 2009. асистирао је Петеру Цвитковичу, који је постигао први гол у историји ВСЦ Дебрецина у групној фази Лиге шампиона. У сезони 2009/10, он и његов тим су освојили све могуће домаће трофеје (Суперкуп, Лига куп, Куп Мађарске, Првенство), а позван је и у репрезентацију Мађарске, тако да је за њега то била заиста успешна сезона. Нова сезона је почела освајањем Суперкупа, али је ДВСЦ био знатно ослабљен, па је јесења сезона била слабија, иако су ипак успели да прођу у групну фазу Лиге Европе, а Варга је важио за стандардног играча. На крају сезоне, Дебрецин је завршио само на 5. месту у лиги и брзо се опростио од Купа Мађарске. Међутим, на почетку сезоне 2011/12, и тим и Варга су обновљени, ДВСЦ је остао непоражен током целе јесење сезоне, а Варга је био незаустављив део везног реда. Дебрецен је сезону добио без пораза, водећи до краја, а успели су и да дуплирају разлику, победили су на пенале МТК у финалу Купа Мађарске. Варгин наступ награђен је од стране навијача наградом Зилахи, која се сваке године додељује најбољем играчу или тренеру Дебрецина у сезони.
Дана 1. маја 2012. Варга је освојио Куп Мађарске са Дебрецином победивши МТК Будимпешту у извођењу пенала за сезону 2011/12. Дебрецину је ово био пети трофеј Купа Мађарске.  Дана 12. маја 2012, Варга је освојио титулу Лиге Мађарске са Дебрецином пошто је победио Печуј у 28. колу Мађарске лиге резултатом 4 : 0 на стадиону Олах Габор ут, што је резултирало шестом титулом Мађарске лиге за Хајду Бихар.

### Гројтер Фиртх (позајмица)
Дана 30. јануара 2013. Варга се придружио Бундеслигашком клубу Гројтер Фирт на позајмици из Дебрецина до краја сезоне у Бундеслиги 2012/13. Варгу је гледало неколико клубова из Премијер лиге, укључујући Свонси, али је Варга одлучио да се пресели у Баварску. Дана 1. фебруара 2013, Варга је одиграо свој први меч у Бундеслиги у победи свог тима од 2 : 1 над Шалкеом 04 у Гелзенкирхену у Велтинс арени.

### Мидлсбро (позајмица)
Дана 25. јуна 2013. Варга је потписао сезонску позајмицу са енглеским тимом Мидлсбром. Додељена му је дрес са бројем 8 коју је претходно носио позајмљени играч Њукасл јунајтеда Семи Амеоби претходне сезоне. За Мидлсбро је дебитовао у уводном мечу шампионске сезоне 2013(14. против Лестер Ситија у поразу свог тима код куће резултатом 1 : 2. Играо је на десној страни где га је поставио је менаџер тима Тони Моубреј. Касније је играо на позицији десног бека против Милвола и Барнлија под новом управом Аитора Каранке, у оба наступа је проглађен за најбољег играча.
На крају сезоне Варга се вратио у Дебрецин након што је Мидлсбро одбио да купи Варгу за 650.000 евра. Шеф Мидлсброа Аитор Каранка изјавио је да је то зато што Варга није био природни десни бек и да би га запослио јер би то било на штету самог играча.

### Повратак у Дебрецин
У лето 2020. вратио се у ДВСЦ, који је испао у другу лигу. У сезони 2022/23, он и његов тим су освојили треће место у првенству.  Дана 6. јула 2023. објављено је да је продужио уговор за још једну годину.

## Репрезентација
Јожеф Варга је дебитовао у репрезентацији Мађарске 10. октобра 2009. против Португалије. Тада је Мађарска изгубила са 3 : 0, утакмица је играна на стадиону Естадио да Луз у Лисабону. Варгин наступ је био убедљив, тако да је постао стандардан репрезентативац током тренирања Холанђанина Ервина Кумана. Од тада је Варга био позиван много пута и чак је играо као дефанзивац против Шведске у квалификацијама за Европско првенство 2012. на стадиону Ференц Пушкаш јер два кључна дефанзивца Роланд Јухас и Вилмош Ванчак нису могли да играју. Мађарска је победила Шведску са 2 : 1, тако да је његов учинак у одбрани допринео успеху тима.
| Репрезентација | Година | Утакмице | Голови |
| -------------- | ------ | -------- | ------ |
| Мађарска       | 2009   | 2        | 0      |
| Мађарска       | 2010   | 1        | 0      |
| Мађарска       | 2011   | 7        | 0      |
| Мађарска       | 2012   | 8        | 0      |
| Мађарска       | 2013   | 7        | 0      |
| Мађарска       | 2014   | 6        | 0      |
| Мађарска       | 2015   | 0        | 0      |
| Укупно         | Укупно | 31       | 0      |